# 鶴光代
鶴 光代（つる みつよ、1942年 - ）は、日本の臨床心理学者・臨床心理士・指導催眠技能士・臨床動作学講師・心理リハビリテイションスーパーバイザー資格。専門は、臨床心理学・心理療法（動作療法・学校カウンセリング・心理リハビリテーション・催眠療法・イメージ療法）。広島県生まれ。

## 略歴
- 1969年 - 九州大学大学院教育学研究科修士課程教育心理学専攻修了。
- 1970年 - 九州大学大学院教育学研究科博士課程教育心理学専攻中退。
- 1970年 - 福岡教育大学保健管理センター講師。
- 1978年 - 福岡教育大学保健管理センター助教授。
- 2000年 - 秋田大学教育文化学部教育心理学講座教授。
- 2007年 - 跡見学園女子大学文学部臨床心理学科教授。
- 現在 - 東京福祉大学大学院心理学研究科教授[1]。

## 所属学会
- 日本心理臨床学会（理事長）
- 日本催眠医学心理学会（理事）
- 日本臨床動作学会（常任理事）
- 日本リハビリテイション心理学会（理事）

## 主な著作
- 鶴光代（著）　2007　『臨床動作法への招待』金剛出版